# Súmate (Perú)
El Movimiento Regional Súmate o simplemente Súmate es un movimiento político regional peruano, del departamento de La Libertad. 

## Historia
Fundado en 1998 como Movimiento Independiente Súmate en la ciudad de Trujillo como organización local para el distrito de El Porvenir, por Luis Sánchez Coronel y Segundo Rodríguez Alban. Llegó a participar sin éxito en las elecciones municipales de 1998 donde Sánchez se presentó como candidato a la alcaldía del distrito de El Porvenir, de igual manera en las elecciones municipales de 2002 sin éxito. 
En 2005, el movimiento pasaría a ser de ámbito regional, y se une al Partido Popular Cristiano y Solidaridad Nacional para formar la alianza Juntos por La Libertad, para participar en las elecciones regionales del 2006 donde Carlos Fernández Verde se presentó como candidato a Gobernador regional de La Libertad, sin embargo no resultó elegido, quedando en segundo lugar y siendo vencido por el candidato José Murgia del Partido Aprista. 
En 2010, formaría una alianza con el partido Perú Posible para las elecciones del elecciones regionales del mismo año, José León Rivera se presentó como candidato al gobierno regional, quedando en tercer lugar con 12.81%, muy detrás de los candidatos José Murgia del Partido Aprista y Manuel Llempén Coronel de Alianza para el Progreso. 
En 2014, formaría una alianza con el movimiento Nueva Libertad denominada Súmate por una Nueva Libertad, donde Segundo Rodríguez Albán se presentó como candidato, quedando en cuarto lugar con el 3.27% de votos. 
En 2018, el movimiento participa de forma independiente, donde Segundo Rodríguez Albán se presenta por segunda vez como candidato al gobierno regional, quedando en quinto lugar con el 7.65% de votos.
En 2022, el movimiento intenta formar una alianza electoral con el Movimiento Pais del ex congresista Lenin Bazán Villanueva, sin embargo terminó declinándose y participaron de forma independiente. El movimiento presentó a Marino Lavado Valdivia como candidato al gobierno regional, quedando en sexto lugar con el 6.01% de votos. En 2023, el partido perdería su inscripción tras superar la valla  electoral del 8% que exige la normativa electoral, actualmente el partido se encuentra en proceso de reinscripción. 

## Resultados Electorales

### Elecciones regionales
|  | 13.91 % |

|  | 12.80 % |

|  | 3.26 % |

|  | 7.64 % |

|  | 6.01 % |

### Consejeros regionales
|  | 12.66 % |

|  | 4.38 % |

|  | 8.24 % |

|  | 7.68 % |

### Elecciones municipales
| Año  | Alcaldías Provinciales | Alcaldías Distritales |
| Año  | Representantes         | Representantes        |
| ---- | ---------------------- | --------------------- |
| 2006 | 2/12                   | 5/84                  |
| 2010 | 3/12                   | 10/84                 |
| 2014 | 0/12                   | 4/84                  |
| 2018 | 2/12                   | 5/84                  |
| 2022 | 0/12                   | 5/84                  |